# كولورادو رابيدز
كولورادو رابيدز(بالإنجليزية: Colorado Rapids)‏) هو نادي كرة قدم أمريكي. تأسس عام 1995 في ولاية كولورادو الأمريكية ، يلعب الفريق حاليا في الدوري الأمريكي لكرة القدم